# Gmina Frysztak
Die Gmina Frysztak ist eine Landgemeinde im Powiat Strzyżowski der Woiwodschaft Karpatenvorland in Polen. Ihr Sitz ist das gleichnamige Dorf mit etwa 950 Einwohnern.
Die Gemeinde liegt zehn Kilometer nordwestlich von Krosno. Frysztak besaß von 1267 bis 1932 die Stadtrechte. Von 1772 bis 1914 gehörte es zum Kreis Jasło, Steuerbezirk Frysztak in der Provinz Galizien.

## Gliederung
Die Landgemeinde (gmina wiejska) Frysztak besteht aus den folgenden Orten mit 14 Schulzenämtern:
- Chytrówka
- Cieszyna
- Frysztak
- Glinik Dolny
- Glinik Górny
- Glinik Średni
- Gogołów
- Huta Gogołowska
- Kobyle
- Lubla
- Pułanki
- Stępina
- Twierdza
- Widacz

## Sehenswürdigkeiten

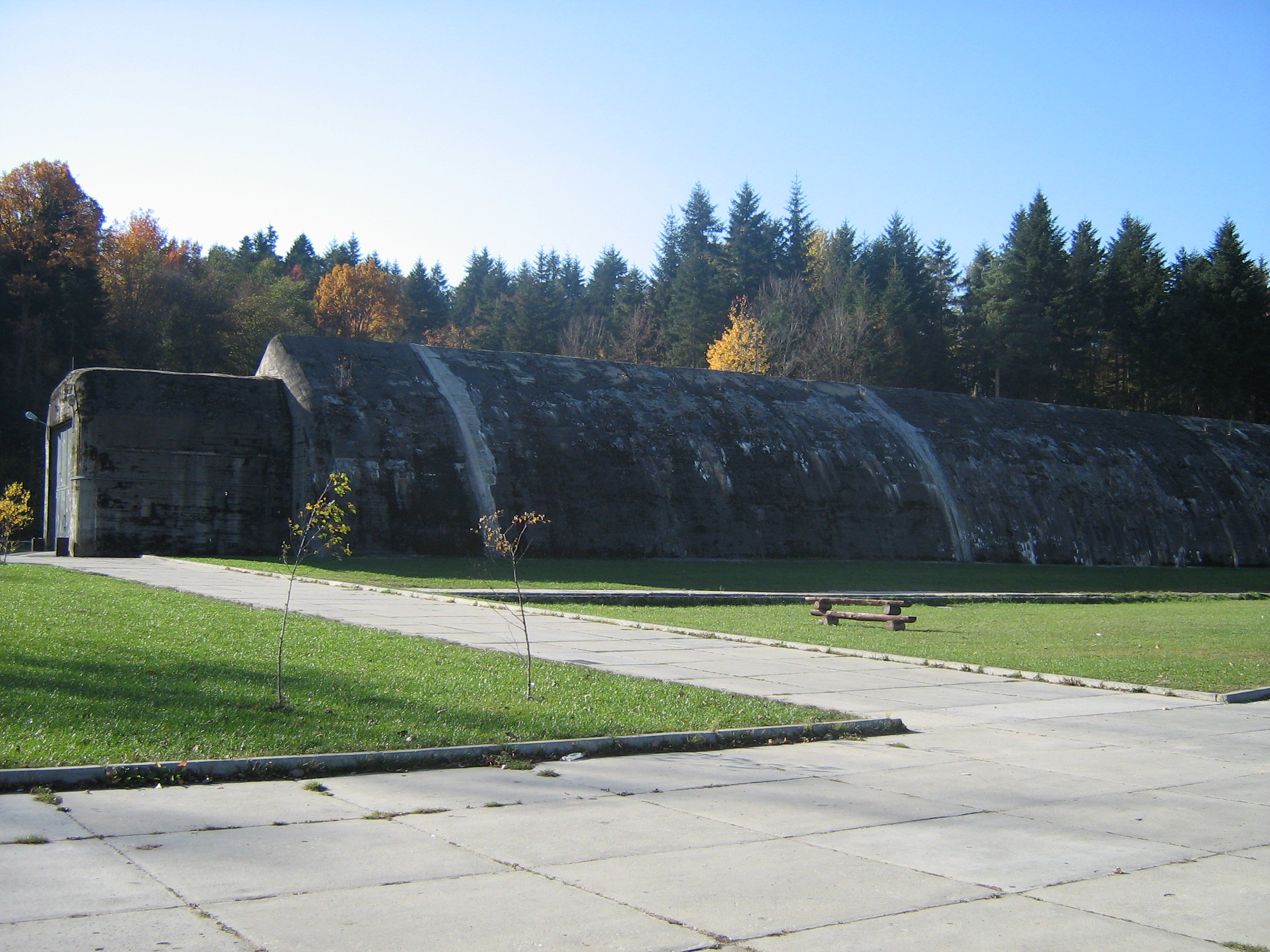
Führerbunker in Stępina

- Die Pfarrkirche in Frysztak wurde seit ihrer Entstehung 1927 mehrmals umgebaut.
- Führerbunker in Stępina
- Holzkirche in Gogołów, erbaut 1672
- Holzkirche in Lubla, erbaut 1782.